# Mario Arnedo Gallo
Mario Arnedo Gallo (Santiago del Estero, 15 de mayo de 1915 - 22 de noviembre de 2001) fue un cantante y compositor argentino, reconocido principalmente por su chacarera «La flor azul».

## Biografía
Arnedo Gallo vivió casi cuatro décadas en Hurlingham (provincia de Buenos Aires), pero su historia estuvo marcada por su provincia natal, Santiago del Estero, y su música, la chacarera.
El músico y compositor nació en 1915 en la capital santiagueña. De pequeño vivió el gusto que tenían por la música su madre, Herminia Gallo Levalle y su padre, Rodolfo Arnedo, quien fue diputado nacional por la Unión Cívica Radical. Le influyeron especialmente las vidalas y zambas que escuchó cantar a Narcisa Herrera, la mujer que cuidaba de los niños en la casa paterna. Recibió enseñanzas de destacados maestros como José Cortez, Manuel Gómez Carrillo y Pepa de Paz.
Creó zambas como «Salavina» (con letra y música propias), «La amanecida» (con el poeta Lima Quintana), y chacareras como «La flor azul» (con letra de Rodríguez Villar) y «Pelusitas de totora» (con melodía y versos propios) que fueron interpretadas por Ariel Ramírez, Mercedes Sosa, Los Chalchaleros, Los Huanca Huá, Los Cantores de Quilla Huasi, el Grupo Vocal Argentino, Duo Coplanacu, Divididos y músicos de la joven generación.
No solamente Lima Quintana y Rodríguez Villar fueron sus compañeros en la inventiva. También escribió junto a nombres importantes como Polo Giménez, Buenaventura Luna, Armando Tejada Gómez y Los Hermanos Ábalos, entre otros.
En su provincia fue aprendiendo naturalmente ―escuchando a otros artistas, como Manuel Gómez Carrillo, Andrés Chazarreta, Adolfo Ábalos y Sofanor Díaz― el piano, la guitarra y el bombo. Fue precisamente el piano ―al decir de Rodríguez Villar― desde donde, de manera única, arrancaba «notas complejas y endiabladamente simples».
Su hijo, Diego Arnedo fue el bajista de la banda Sumo y es actualmente miembro del "power trío" Divididos.